# Amorphochelus difformis
Amorphochelus difformis är en skalbaggsart som beskrevs av Leon Fairmaire 1903. Amorphochelus difformis ingår i släktet Amorphochelus och familjen Melolonthidae. Inga underarter finns listade i Catalogue of Life.